# 竹内睦泰
竹内 睦泰（たけうち むつひろ、1966年〈昭和41年〉12月17日 - 2020年〈令和2年〉1月13日）は、元大学受験予備校の日本史講師。「古神道本庁」代表。学歴は中央大学法学部政治学科。学位は法学士（中央大学）。日本歴史文化研究機構（JCIA）理事長、 みんなの受験ナビ講師。血液型O型。
また、「小倉宮睦泰王」という異名を持つ一面もあった。
武内宿禰と後南朝双方の血を引く「正統竹内神道管長職家」、「第73世武内宿禰」を称し、竹内巨麿の伝えた『竹内文書』とは別内容の『竹内文書』（『正統竹内文書』）を極秘の口伝として伝えてきたと主張していた。

## 活動
1994年にMBC（武蔵ベストカレッジ）最優秀講師賞を受賞。歴史観においては北進論者の石原莞爾の世界最終戦論を評価している。2007年度は外務省所管財団法人（民間団体）付属研究所の上級研究員として、同僚で友人の木戸寛孝・竹田恒泰とともに「和音の書」シリーズの講師を務めた。2008年度からは自分未来塾講師として人材育成プログラムに関わる。

## 経歴
- 大阪府豊中市出身
- 大阪教育大学附属高等学校池田校舎卒業
- 中央大学法学部政治学科卒業
- 駿優予備学校・城南予備校・武蔵高等予備校・早稲田塾・早慶外語ゼミ・みすず学苑・中央ゼミナール・自由外語ゼミ・代々木ゼミナールなどで日本史講師を歴任
- 代ゼミを退職した後、創造的教育グループWAY大分校で講師職に復帰
- 北斗総研予備校代表兼講師（日本史）
- 大学受験「秀門会」校長兼講師（日本史・現代文・古文・現代社会を担当）
- 2006年 - 早稲田ゼミナール講師（高田馬場校・西葛西校）
- 2012年 - 日本歴史文化研究機構（JCIA）理事長、 みんなの受験ナビ講師

## 著作

### 学習参考書
- 『竹内流・無敵の日本史戦略』（KKロングセラーズ、1993年）ISBN 4-8454-0416-8
- 『竹内流・超速合格講義 日本史の流れ』（KKロングセラーズ、1994年）ISBN 4-8454-0446-X [1]
- 『竹内流・超速日本史講義 近現代の流れ』（KKロングセラーズ、1995年）ISBN 4-8454-0481-8 [2]
- 『竹内流・超速日本史講義 文化史の流れ』（KKロングセラーズ、1996年）ISBN 4-8454-0510-5 [3]
- 『竹内流・超速日本史講義 テーマ史の流れ』（KKロングセラーズ、1997年）ISBN 4-8454-0542-3
- 『竹内の日本史 早大日本史サクセス80 紺碧の空』（愛育社、2000年）ISBN 4-7500-0212-7
- 『竹内の日本史 センター日本史アクセス217』（愛育社、2000年）ISBN 4-7500-0219-4
- 『竹内の日本史 超戦略 はじめての論述アプローチ』（代々木ライブラリー、1996年）ISBN 4-89680-424-4
- 『竹内の日本史 超速効 これだけ!史料問題集』（代々木ライブラリー、1997年）ISBN 4-89680-463-5
- 『竹内の日本史 超図解 最強最速テーマ史で勝つ!!』（代々木ライブラリー、2000年）ISBN 4-89680-586-0
- 『超解!日本史史料問題』（ブックマン社、2004年）ISBN 4-89308-551-4

### 学習参考書 / 一般書
- 『超速!最新日本史の流れ』（ブックマン社、2000年）ISBN 4893083937 [1]の改題・増補版
  - 『超速!最新日本史の流れ』（ブックマン社、2005年）ISBN 4-89308-606-5 増補改訂版
- 『超速!最新日本近現代史の流れ』（ブックマン社、2000年）ISBN 4893083945 [2]の改題・増補版
  - 『超速!最新日本近現代史の流れ』（ブックマン社、2005年）ISBN 4-89308-609-X 増補改訂版
- 『超速!最新日本文化史の流れ』（ブックマン社、2000年）ISBN 4893084224 [3]の改題・増補版
  - 『超速!最新日本文化史の流れ』（ブックマン社、2005年）ISBN 4-89308-607-3 増補改訂版
- 『超速!日本政治外交史の流れ』（ブックマン社、2005年）ISBN 4-89308-566-2
- 『〈基礎から動画で〉竹内の日本史書いて覚える戦略図解ボード』（タイレル出版、2015年）ISBN：9784434205026

### 一般書
- 『一冊まるごと 八代将軍吉宗の本（ムックセレクト）』（KKロングセラーズ、1995年）ISBN 4-8454-0471-0
- 『これだけは知っておきたい 日本・中国・韓国の歴史と問題点80』（ブックマン社、2005年）ISBN 4-89308-617-0
  - 『これだけは知っておきたい 日本・中国・韓国の歴史と問題点80』（ブックマン社、2010年）新装改訂版 ISBN：9784893087423
- 『これだけは知っておきたい 世界の宗教 知識と謎80』（ブックマン社、2006年4月）ISBN 4-89308-626-X
- 『歴史問題をぶった切る : 最終解明版 : 占領支配者が謀った《国魂占領》の罠』（ヒカルランド、2015年3月、藤岡信勝、倉山満との共著）ISBN：9784864712651
- 『正統竹内文書口伝の『秘儀・伝承』をついに大公開! : 竹内家長老からの禁則を破って』（ヒカルランド、2015年7月、秋山眞人、布施泰和との共著）ISBN：                9784864712910
  - 『正統竹内文書口伝の《秘儀・伝承》をついに大公開! : これが日本精神《心底》の秘密』（ヒカルランド、2018年9月、秋山眞人、布施泰和との共著）新装版 ISBN：9784864715850
- 『古事記の宇宙 : 古神道的考察』（青林堂、2016年11月）ISBN：9784792605704
- 『古事記の邪馬台国 : 正統竹内文書より』（青林堂、2017年4月）ISBN：9784792605858
- 『古事記の暗号 : 古史古伝「竹内文書」を継承する第73世・武内宿禰が神々の秘密を明かす!!』（学研プラス、2017年8月）ISBN：9784054065734
- 『天皇の秘儀と秘史 : 「正統竹内文書」伝承者、第73世武内宿禰が明かす神々の祭礼の真実』（学研プラス、2019年2月）ISBN：9784054066908

### 論文

#### 日本史
- 「日本史教育の理論と実際」代々木ゼミナール情報誌『Alpha』に連載
- 「大東亜戦争を再考察する」『教育科学 社会科教育』（明治図書出版）
- 「代々木ゼミ日本史講師は訴える『偏向』した大学入試問題に人気講師はどう対応しているか。受験最前線からのレポート」『諸君!』（文藝春秋、1997年4月号、pp.160-168.）
- 「日本の歴史教科書はデタラメであると言われたら」『諸君!』（文藝春秋、2006年4月号、pp.140-142.）

#### 神道
- 「もう一つの竹内文書〜神道における秘授口伝の一形態」『別冊歴史読本特別増刊14：古史古伝論争』（新人物往来社、1993年）
- 「古神道の玉が秘める霊的パワー」『別冊歴史読本特別増刊32：石の神秘力』（新人物往来社、1994年）
- 「古神道の秘儀〜現代への応用と神道地政学〜」『別冊歴史読本特別増刊53：古神道・神道の謎』（新人物往来社、1996年）
- 「この世の寿老人・武内宿禰」『別冊歴史読本特別増刊66：不老不死の超古代史』（新人物往来社、1998年）
- 「古事記の宇宙と古神道」『ジャパニズム33号』（青林堂、2016年10月、p.76-81）
- 「古事記の世界(第1回)神武天皇をめぐる人々 : 玉依姫と宇豆毘古」『ジャパニズム34号』（青林堂、2016年12月、p.110-113）
- 「古事記の世界(第2回)神武東征の強敵たち」『ジャパニズム35号』（青林堂、2017年2月、p.116-119）
- 「古事記の世界(第3回)古事記の邪馬台国」『ジャパニズム36号』（青林堂、2017年4月、p.118-120）

### エッセイ
- 「ウルトラマンにおける神道社会学的一考察」『別冊歴史読本特別増刊号53：古神道・神道の謎』（新人物往来社、1996年）
- 「入試はクイズだ!」1・2・3（別冊歴史読本特別増刊号「歴史パズル&クイズ」所収）

## DVD
- 「竹内睦泰の超速！日本史の流れ」全26巻
- 「竹内睦泰の超速！日本史の流れII：時代を変えた女達編」全３巻
- 「大人の為の超速日本史の流れ」6巻＋「日本酒の流れ」1巻 全7巻
- 「竹内睦泰の超速！日本テーマ史の流れ」全8巻
- 「竹内睦泰の超速！続日本テーマ史の流れ」全６巻
- 「竹内睦泰の超速！日本文化史の流れ」全６巻
- 「竹内流！誇りの持てる日本史」全24巻
- 「竹内睦泰の日本史トークライブ」全16巻
- 「イージス現代文＜構造と分析＞リニューアル版（入門編）」全3巻
- 「まったり！古文 入門編」全3巻
- 「古事記の暗号」全15巻
- 「古神道の秘儀」1理論編・2実践編
- 「古神道・後南朝・正統竹内文書について／一神教（イスラム）×多神教（古神道）鼎談」
- 「修験道と古神道にみる日本の山岳信仰と火山」平成26年10月18日講演
- 「系図と紋章～自分の原点を探す」平成26年11月15日講演
- 「戦国時代の宗教、神道、仏教、キリスト教」平成27年2月7日講演
- 「明治維新と宗教～神道、仏教、キリスト教」平成27年3月15日講演
- 「神代文字と世界同祖論他」平成29年8月20日講演